# Hertha Christophersen
Hertha Margrethe Christophersen (* 13. November 1897 in Kopenhagen; † 27. März 1998 ebenda) war eine dänische Schauspielerin.

## Leben
Hertha Christophersen wuchs in Kopenhagen als Tochter des Gastronomen Peter Christophersen († 1922) und seiner Frau Vilhelmine Lauridsen († 1950) auf. Sie war vor allem als Theaterschauspielerin präsent. So wirkte sie viele Jahre lang am Aarhus Teater, am Odense Teater, am Folketeatret und am Königlichen Theater Kopenhagen als Darstellerin mit. Sie stand in den 1910er-Jahren als Schauspielerin in vier Stummfilmen vor der Kamera.
Hertha Christophersen heiratete am 4. September 1926 im Kopenhagener Rathaus den Schauspieler und Drehbuchautor Svend Rindom, mit dem sie bis zu seinem Tod im Jahr 1960 verheiratet blieb. Sie starb vier Monate nach ihrem 100. Geburtstag am 27. März 1998 in Kopenhagen.

## Filmografie (Auswahl)
- 1918: Panopta II
- 1919: Fugleskræmslet
- 1919: Nellys Riddere